# 백승훈 (배우)
백승훈(1982년 11월 27일 ~ )은 대한민국의 배우이다.

## 출연작

### 영화
- 《아내를 죽였다》 (2019년) - 백 형사 역
- 《그랜드파더》 (2016년) - 만태 역

### 드라마
- 《대군 - 사랑을 그리다》 (2018년, TV조선)
- 《검법남녀》 (2018년, MBC) - 서정민 역
- 《질풍기획》 (2016년, 웹드라마) - 박팔만 차장 역
- 《수사관 앨리스》 (2015년, 웹드라마) - 선생님 역
- 《울지 않는 새》 (2015년, tvN) - 천수창 역
- 《투윅스》 (2013년, MBC) - 김상호 역
- 《여자가 두번 화장할 때》 (2011년, JTBC)
- 《전우》 (2010년, KBS1)
- 《천추태후》 (2009년, KBS1)